# NGC 6906
NGC 6906 é uma galáxia espiral barrada (SBbc) localizada na direcção da constelação de Aquila. Possui uma declinação de +06° 26' 40" e uma ascensão recta de 20 horas, 23 minutos e 34,0 segundos.
A galáxia NGC 6906 foi descoberta em 15 de Agosto de 1863 por Albert Marth.